# ريم نصري
ريم نصري (31 مارس 1975 -)، مغنية سورية

## حياتها
ولدت ريم في دمشق وهي من عائلة فنية فوالدها الفنان الراحل مصطفى نصري هي الأخت الصغرى لأربعة أشقاء أماني، أصالة نصري، أنس، أيهم.
أحبت الغناء والموسيقى منذ الصغر لكنها لم تبد لمهوبتها أهمية ولم تحظى بتشجيع أحد 
تزوجت من السوري عبد السلام الكيالي عام ورزقت منه بطفلين جودي عام 1999 وعلي عام 2001 إنتقلت للعيش معه في جدةالسعودية حيث يعمل زوجها في شركة المملكة القابضة، تعرضت هي وعائلتها لجروح بالغة أثناء التفجيرات الأرهابية لمجمع الحمراء السكني التي طالت منزلهما في جدة عام 2003 كادت أن تودي بحياتهم  عادت بعد ذلك إلى سوريا مع عائلتها لتنفصل فيما بعد عن زوجها عام 2005 مع استمرار الوفاق بينهما حيث كان من أوائل المشجعين لها وتولى إدارة أعمالها 

## الخلاف مع أصالة
- قبل اندلاع الأزمة السورية كانت العلاقة بين ريم وأصالة في حالة مد وجز وخصوصا بعد قرارها خوض مجال الغناء الأمر الذي لم يرضي أصالة حيث استضافها الإعلامي طوني خليفة عام 2006 في برنامج هذا أنا وكان لأصالة مداخلة هاتفية لتوضيح سبب عدم رغبتها دخول ريم الفن لأنها تخاف عليها من ما يمكن أن تتعرض له من مواقف تمس كرامتها
- بعد اندلاع الأزمة عام 2011 تباينت مواقف أصالة وريم حيث أيدت ريم وأخوها ايهم النظام السوري بينما وقفت أصالة وباقي اخوتها مع المعارضة الذين يعيشون معها ومع والدتهم السيدة عزيزة في مصر
- في بداية الخلافات وصفت ريم شقيقتها بالديكتاتورية والغصن المسموم من عائلة نصري وصرحت انها لاتستمع لأغنياتها لأنها تشعر بالاختناق
- استمرت القطيعة بينهما لحين وفاة أخوهم أيهم عام 2015 حيث خفت وتيرة الخلاف بينهما
- بعد مهاجمة ريم لأصالة في كثير من اللقاءات والمقالات ومنها برنامج إي تي بالعربي مع السوري صبحي عطري قالت انها انهت الخلاف مع أختها وأنها تحبها وتحترمها ولن تسمح لأي مخلوق بالمساس بشرفها واختلاق الأكاذيب وشتمها بأي شكل من الأشكال
- وقفت ريم لجانب أصالة بعد تصريحات الإعلامية نضال الأحمدية عن أختها ووصفها بعبارات مسيئة طالبتها بالتوقف واحترام أصالة لأنها ابنة مصطفى نصري وسوريا الأسد وردت أصالة عليها قائلة أن الدم لا يصبح ماء.[4]
- في نوفمبر 2016 شنت ريم هجوما على جديدا على شقيقتها أصالة وذلك على خلفية تضامنها مع الفنان المغربي سعد لمجرد الذي احتجز في سجن العاصمة الفرنسية باريس بعد اتهامه بالاغتصاب، حيث لم تفلح كل محاولات فريق دفاعه للإفراج عنه.

ووصفت ريم ما تقوم به شقيقتها أصالة بالنفاق والكذب والكيل بمكيالين، وقالت: «أصالة نصري همت للدفاع عن المغني سعد لمجرد كاسرة على أنفها حمولة بصل، كي تصدق نظرية المؤامرة للمرة الأولى، وغاب عن روحها المسكونة بالاستعراض المجاني، هذا الوحي التضامني عندما طعنت سورية بخاصرتها ونزفت سيلا من دماء شبابها، وشرعت أبوابها لينغل منها الأغراب، لم تحمل حينها حسن النية الذي تكيله اليوم لمتهم باغتصاب ومتورط بتطبيع»، في إشارة منها للفنان صابر الرباعي الذي التقط صورة مع ضابط من الاحتلال الإسرائيلي.
وشنت ريم هجوما جديداً شديد اللهجة بأقسى العبارات على أصالة واتهمتها بفقدان أصالتها وأنه حتى الصدمات الكهربائية لم تعد تجدي نفعا معها لإنعاش ذاكرتها وضميرها الذي يغط في سبات شتوي عميق حسب تعبيرها لكن أصالة ردت عليها قائلة: “لا أرد على الباحثات عن بقعة من الضوء من خلف اسمي، لكن المؤسف هو أن تأتي كمية من دمك، وتسعى إلى شتمك وإهانتك أمام الناس، من أجل تقديم دروس بالوطنية والعنفوان والكرامة أو بالأحرى للفوز بلفت الانتباه من منطلق سأشتم اختي كي أصبح معروفة” “كيف أرد عليها وأنا سبق أن مددت يدي كرمى لروح والدي، وكي لا تكون الفرقة بيننا موجودة كأشقاء، حقًا الأمر معيب أن نجلس في وسائل الإعلام ننشر “غسيل” عداوة الإخوة وبما فيها من اتهامات بالعمالة، أليس من المستغرب أن تتحدث شقيقتي بتلك اللغة؟ وماذا ستجني من لسانها وضميرها”، اما عن رأيها في الازمه التي تعرض لها الفنان سعد لمجرد قالت “أن ثمة مؤامرة تعرض لها الفنان المغربي سعد لمجرد، وهي ناحية كشفت أمام الإعلام العالمي، حين عثر وكيله القانوني على تسجيلات وفيديو، يؤكد تنفيذ المكيدة في باريس.

## مشوارها الفني
- كانت تود الانطلاق في عالم الغناء لكن أختها أصالة منعتها من ذلك خوفا عليها من الوسط الفني لكنها أصرت على خوض هذا المجال فأطلقت أغنيتها الأولى تعبانة منك عام 2015 من كلمات وألحان مروان خوري
- تابعت بعدها أصدار الأغاني المنفردة باللهجة المصرية اه من كلامك الحان محمد ضياء الدين وكلمات مصطفى مرسي وبالخليجية شي طبيعي كلمان يحيى عبد العزير ألحان نواف الكعكي وقصة أيام عام 2016 مع مروان خوري

لعدم توفر الميزانية اللازمة وشركة إنتاج لعمل ألبوم كامل
أشاد الكثير من الفنانين بصوتها كالفنان هاني شاكر
- أصدرت العديد من الأغاني الوطنية منها سوريا عجبين الكون ويا سيد الأباة للرئيس بشار الأسد
- قامت بإحياء الكثير من الحفلات في سوريا الإمارات لبنان المغرب والجزائر
- عام 2016 صورت أغنية تعبانة منك على طريقة الفيديوكليب مع المخرج علي فتوني
- في مايو 2016 أطلقت أغنية منفردة بعنوان شاغلني كلمات رياض العلي ألحان، شادي جادور توزيع، مأمون شمدين
- في يوليو 2016 أطلقت أغنية بعنوان يا غرامي كلمات وألحان فاروق الجزائري توزيع أنس النتشي
- في سبتمبر 2016 أطلقت أغنية ما بدي روح كلمات أحمد عقل شحادة وتوزيع هشام بندقجي
- في شهر رمضان 2017 قدمت أغنية دينية بعنوان «شهر المحبوب» (كلمات وألحان كمال قبيسي).
- في أكتوبر 2017 أصدرت أغنية بعنوان «يا جزائر المجد من دمشق سلام» أنجزتها بهدف إهدائها إلى الشعب الجزائري، وهي من كلمات مضر شغالة وألحان فاروق الجزائري وتوزيع أنس النقشي.

## أغاني منفردة
- تعبانة منك:(2015)
- اه من كلامك:(2015)
- مثل القمر:(2015)
- شي طبيعي:(2015)
- قصة أيام:(2016)
- شاغلني:(2016)
- يا غرامي:(2016)
- ما بدي روح:(2016)
- شهر المحبوب:(2017)[10]

## أغاني وطنية
- يا شام:(2018)
- يا جزائر المجد:(2017)
- القسم: (2017)
- سوري ما بيخاف:(2016)
- رفعتي راسنا يا شام
- يا سيد الأباة:(2014)
- بدها ترجع سوريا:(2014)
- رح نبقى سوا: (2014)
- سوريا عجبين الكون:(2012)

## أغاني مصورة
الأغنية: العام: المخرج
- يا شام:(2018): سعد الحسيني
- تعبانة منك:(2015): علي فتوني
- سوري ما بيخاف:(2015): علي الحسيني
- بدها ترجع سوريا:(2014): احمد رافع
- يا سيد الاباة:(2014):-
- سوريا عجبين الكون:(2012): لؤي بيرقدار